# Te Tai Tokerau
Te Tai Tokerau ist eines von sieben in Neuseeland speziell für Māori geschaffenes Māori Electorate.
Der Begriff Electorate bezeichnet in Neuseeland und in Australien Wahlkreise, wogegen in Großbritannien damit das Wahlvolk bzw. Wahlberechtigte gemeint sind.
Bei der letzten durchgeführten Parlamentswahl 2008 wurde Hone Harawira, Kandidat der Māori Party, mit knapp 62 % der Stimmen über das Direktmandat des Wahlkreises in das New Zealand Parliament gewählt.

## Geografie
Der Wahlkreis Te Tai Tokerau umfasst das Gebiet von Northland zusammen mit Whangārei und die Bay of Islands, dazu einen Teil von Auckland Council, hier speziell North Shore City und einen Teil von Waitakere City.

## Hintergrundinformationen
Zu der Parlamentswahl 2008 hatten sich in dem Wahlbezirk Te Tai Tokerau 33060 Wähler maorischer Abstammung in die Wählerlisten eingetragen. 20163 (61,0 %) davon gaben ihre Stimme für eine Partei ab und 19400 (58,7 %) davon für einen der aufgestellten Kandidaten. Geht man allerdings von den 93165 Māori-Stämmigen Einwohnern aus, die zur Volkszählung 2006 ermittelt wurden, haben sich nur geschätzte 35 % der Māori-Bevölkerung des Wahlkreises in die Wählerlisten eingetragen. Die Wahlbeteiligung bezogen auf die Einwohnerzahl hatte entsprechend bei geschätzten 21 % gelegen.

## Wahlstatistik

### Parlamentswahl 2008
| Pos | Kandidat                            | Parteizugehörigkeit              | Stimmenanteil |  | Pos | Partei                  | Stimmenanteil |
| 1   | Hone Pani Tamati Waka Nene Harawira | Māori Party                      | 61,95 %       |  | 1   | Labour Party            | 45,63 %       |
| 2   | Kelvin Glen Davis                   | Labour Party                     | 29,44 %       |  | 2   | Māori Party             | 30,77 %       |
| 3   | Judy Daniels                        | Aotearoa Legalise Cannabis Party | 4,06 %        |  | 3   | National Party          | 9,34 %        |
| 4   | Peter Tashkoff                      | ACT New Zealand                  | 3,51 %        |  | 4   | New Zealand First Party | 7,41 %        |
| 5   | David Rankin                        |                                  | 1,04 %        |  | 5   | Green Party             | 3,52 %        |

### Parlamentswahl 2005
| Pos | Kandidat                            | Parteizugehörigkeit              | Stimmenanteil |  | Pos | Partei                  | Stimmenanteil |
| 1   | Hone Pani Tamati Waka Nene Harawira | Māori Party                      | 52,41 %       |  | 1   | Labour Party            | 49,33 %       |
| 2   | Dover Samuels                       | Labour Party                     | 33,41 %       |  | 2   | Māori Party             | 31,00 %       |
| 3   | Mere Mangu                          | unabhängig                       | 6,57 %        |  | 3   | New Zealand First Party | 7,86 %        |
| 4   | Ernest Morton                       | Destiny New Zealand              | 3,49 %        |  | 4   | National Party          | 5,02 %        |
| 5   | Judy Daniels                        | Aotearoa Legalise Cannabis Party | 3,02 %        |  | 5   | Green Party             | 2,6 %         |

### Parlamentswahl 2002
| Pos | Kandidat                 | Parteizugehörigkeit | Stimmenanteil |  | Pos | Partei                  | Stimmenanteil |
| 1   | Dover Samuels            | Labour Party        | 50,4 %        |  | 1   | Labour Party            | 47,23 %       |
| 2   | Maryann Mangu            | unabhängig          | 16,22 %       |  | 2   | New Zealand First Party | 20,49 %       |
| 3   | Rangimarie Naida Glavish | Alliance            | 12,34 %       |  | 3   | Green Party             | 11,36 %       |
| 4   | Mita Whare Harris        | National Party      | 6,52 %        |  | 4   | National Party          | 4,16 %        |
| 5   | Michael John Smith       | unabhängig          | 5,27 %        |  | 5   | Alliance                | 3,67 %        |

Anmerkung: Es wurden jeweils immer nur die ersten 5 Kandidaten bzw. die ersten 5 Parteien dargestellt.